# Okolo Zudova vrchu
Okolo Zudova vrchu je štafetový závod na horských kolech. První ročník se konal v roce 1998. Závod se obvykle koná v dubnu. Start i cíl závodu se nachází na návsi v Lovětíně, místní části Batelova v okrese Jihlava. V letech 2020 a 2021 se závod nekonal z důvodů pandemie koronaviru.

## Trasa
Trasa závodu má 10 km a 150 m. Start je na návsi v Lovětíně (595 m n. m.), hned po startu se jede na nejvyšší bod trasy – Havlův kopec (679 m n. m.), trasa dál pokračuje do Batelova a poté se sjíždí do nejnižšího místa na trati – Hanzalky (524 m n. m.), následně již míříme do cíle – zpět na lovětínskou náves. Trasa je převážně tvořena lesními a polními cestami (90 %), ostatní úseky jsou asfaltové (10 %).

## Kategorie
- Kategorie družstev: Muži / Ženy / Junioři (do 18 let). Mužský tým tvoří čtyři závodníci, ženský a juniorský tři. Start všech kategorií je hromadný.[6]
- Kategorie jednotlivců: Muži / Ženy / Junioři (do 18 let).[6]

## Výsledky
| Ročník                                           | Náve týmu                     | Čas     | Průměrná rychlost |
| ------------------------------------------------ | ----------------------------- | ------- | ----------------- |
| 2019 Archivováno 10. 7. 2020 na Wayback Machine. | Rajec 100% Trek               | 1:41:11 | 24,1 km/h         |
| 2018 Archivováno 10. 7. 2020 na Wayback Machine. | Eurofoam A                    | 1:43:35 | 23,5 km/h         |
| 2017 Archivováno 10. 7. 2020 na Wayback Machine. | Eurofoam sport team           | 1:45:50 | 23,0 km/h         |
| 2016 Archivováno 10. 7. 2020 na Wayback Machine. | Nilfisk Česká spořitelna Team | 1:32:16 | 26,4 km/h         |
| 2015 Archivováno 10. 7. 2020 na Wayback Machine. | SYMBIO+CANNONDALE             | 1:36:18 | 25,3 km/h         |
| 2014 Archivováno 10. 7. 2020 na Wayback Machine. | Eurofoam Cellpur              | 1:38:52 | 24,6 km/h         |
| 2013 Archivováno 10. 7. 2020 na Wayback Machine. | Něco vtipného                 | 1:48:30 | 22,5 km/h         |
| 2012 Archivováno 10. 7. 2020 na Wayback Machine. | Eurofoam                      | 1:48:52 | 22,4 km/h         |

| Ročník                                           | Název týmu             | Čas     | Průměrná rychlost |
| ------------------------------------------------ | ---------------------- | ------- | ----------------- |
| 2019 Archivováno 10. 7. 2020 na Wayback Machine. | Cyklomámy              | 2:00:35 | 15,2 km/h         |
| 2018 Archivováno 10. 7. 2020 na Wayback Machine. | Btwin racing team Brno | 1:36:23 | 19,0 km/h         |
| 2017 Archivováno 10. 7. 2020 na Wayback Machine. | 3 chrpy                | 1:46:02 | 17,2 km/h         |
| 2016 Archivováno 10. 7. 2020 na Wayback Machine. | Trilogy                | 1:30:12 | 20,3 km/h         |
| 2015 Archivováno 10. 7. 2020 na Wayback Machine. | Eurofoam ladies        | 1:30:40 | 26,9 km/h         |
| 2014 Archivováno 10. 7. 2020 na Wayback Machine. | Eurofoam ladies        | 1:38:16 | 18,6 km/h         |
| 2013 Archivováno 10. 7. 2020 na Wayback Machine. | Uniqofoam              | 1:47:45 | 22,6 km/h         |
| 2012 Archivováno 10. 7. 2020 na Wayback Machine. | Uniqua women           | 1:46:41 | 22,8 km/h         |

| Ročník                                           | Název týmu               | Čas     | Průměrná rychlost |
| ------------------------------------------------ | ------------------------ | ------- | ----------------- |
| 2019 Archivováno 10. 7. 2020 na Wayback Machine. | MTB amatér team          | 3:03:18 | 9,97 km/h         |
| 2018 Archivováno 10. 7. 2020 na Wayback Machine. | Bezejména                | 1:44:34 | 17,5 km/h         |
| 2017 Archivováno 10. 7. 2020 na Wayback Machine. | GS cyklo team Jistebnice | 1:24:54 | 21,5 km/h         |
| 2016 Archivováno 10. 7. 2020 na Wayback Machine. | Juniors Team             | 1:16:34 | 23,9 km/h         |
| 2015 Archivováno 10. 7. 2020 na Wayback Machine. | Uniqa Jihlava "J"        | 1:18:05 | 31,2 km/h         |
| 2014 Archivováno 10. 7. 2020 na Wayback Machine. | Uniqa Jihlava "J"        | 1:17:00 | 23,7 km/h         |
| 2013 Archivováno 10. 7. 2020 na Wayback Machine. | Eurofoam Nawapur         | 1:25:44 | 28,4 km/h         |
| 2012 Archivováno 10. 7. 2020 na Wayback Machine. | Eurofoam celsio          | 1:29:27 | 27,2 km/h         |

| Ročník                                           | Název týmu                   | Jméno závodníka | Čas     | Průměrná rychlost |
| ------------------------------------------------ | ---------------------------- | --------------- | ------- | ----------------- |
| 2019 Archivováno 10. 7. 2020 na Wayback Machine. | Velosport Valenta Scott team | Jakub Kadlec    | 0:23:59 | 25,4 km/h         |
| 2018 Archivováno 10. 7. 2020 na Wayback Machine. | Eurofoam C                   | Jakub Kadlec    | 0:24:35 | 24,8 km/h         |
| 2017 Archivováno 10. 7. 2020 na Wayback Machine. | Eurofoam sport team          | Milan Fajt      | 0:25:41 | 23,7 km/h         |
| 2016 Archivováno 10. 7. 2020 na Wayback Machine. | Symbio + Cannondale          | David Andrle    | 0:22:54 | 26,6 km/h         |
| 2015 Archivováno 10. 7. 2020 na Wayback Machine. | Uniqa Jihlava "A"            | Adam Lavička    | 0:23:32 | 25,9 km/h         |
| 2014 Archivováno 10. 7. 2020 na Wayback Machine. | Uniqa Jihlava "A"            | Adam Lavička    | 0:23:50 | 25,6 km/h         |
| 2013 Archivováno 10. 7. 2020 na Wayback Machine. | Eurofoam Celtex              | Jiří Šuta       | 0:26:01 | 23,4 km/h         |
| 2012 Archivováno 10. 7. 2020 na Wayback Machine. | Eurofoam                     | Milan Fajt      | 0:26:20 | 23,1 km/h         |

## Galerie

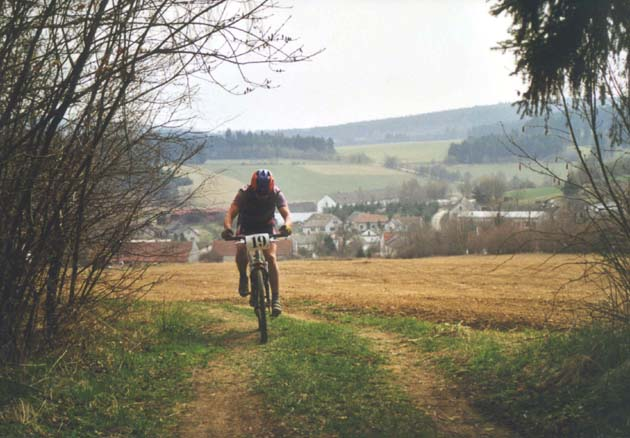
Cyklista nad Lovětínem, 4. ročník v roce 2002
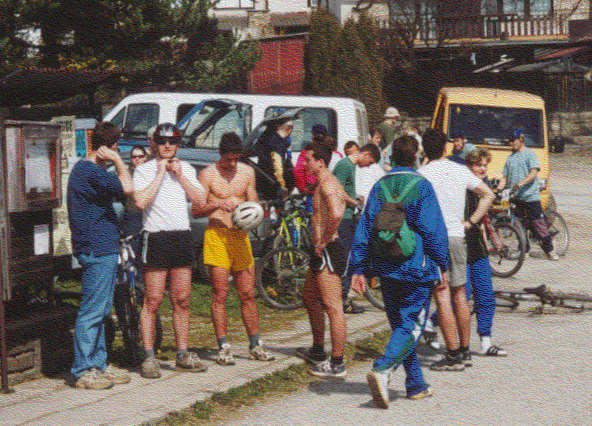
Diváci na startu závodu, 4. ročník v roce 2002